# Будка железной дороги 314 км
Будка железной дороги 314 км — деревня в Сафоновском районе Смоленской области России. Входит в состав Барановского сельского поселения.

## География
Деревня расположена в центральной части области в 1,5 км к востоку от Сафонова, в 3 км южнее автодороги М1 «Беларусь», на берегу реки Вопец. В 4 км западнее деревни расположена железнодорожная станция Сафоново на линии Москва — Минск.

### Часовой пояс
Деревня Будка железной дороги 314, как и вся Смоленская область, находится в часовой зоне МСК (московское время). Смещение применяемого времени относительно UTC составляет +3:00.

## История
В годы Великой Отечественной войны деревня была оккупирована гитлеровскими войсками в сентябре 1941 года, освобождена в марте 1943 года.

## Население
Население деревни составляет 22 жителя (2007 год)(учитывалось в составе деревни Будка железной дороги 312-314 км).